# Okres Scheibbs
Okres Scheibbs je správním okresem ve spolkové zemi Dolní Rakousko (Niederösterreich). Sídlem okresu je město Scheibbs. V lednu 2015 žilo v okresu 41 058 lidí.

## Poloha, popis
Leží na jihozápadě Dolního Rakouska v části nazývané Mostviertel (česky: Moštová čtvrť).
Celková rozloha okresu je 1023 km² a území leží v nadmořské výšce zhruba od 270 m na severu až po téměř 1900 m na jihu.
Sousedními okresy jsou Melk na severu a severovýchodě, St. Pölten na východě, Lilienfeld na jihu, Amstetten na západě a severozápadě. Mimo to sousedí se statutárním městem Waidhofen an der Ybbs na západě a se spolkovou zemí Štýrsko (Steiermark) na jihu.
St. Pölten, hlavní město spolkové země leží na severovýchod ve vzdálenosti zhruba 55 km.
Okres je složen z 18 obcí, z toho jsou dvě města, 9 městysů a 7 vesnic. Jsou to:

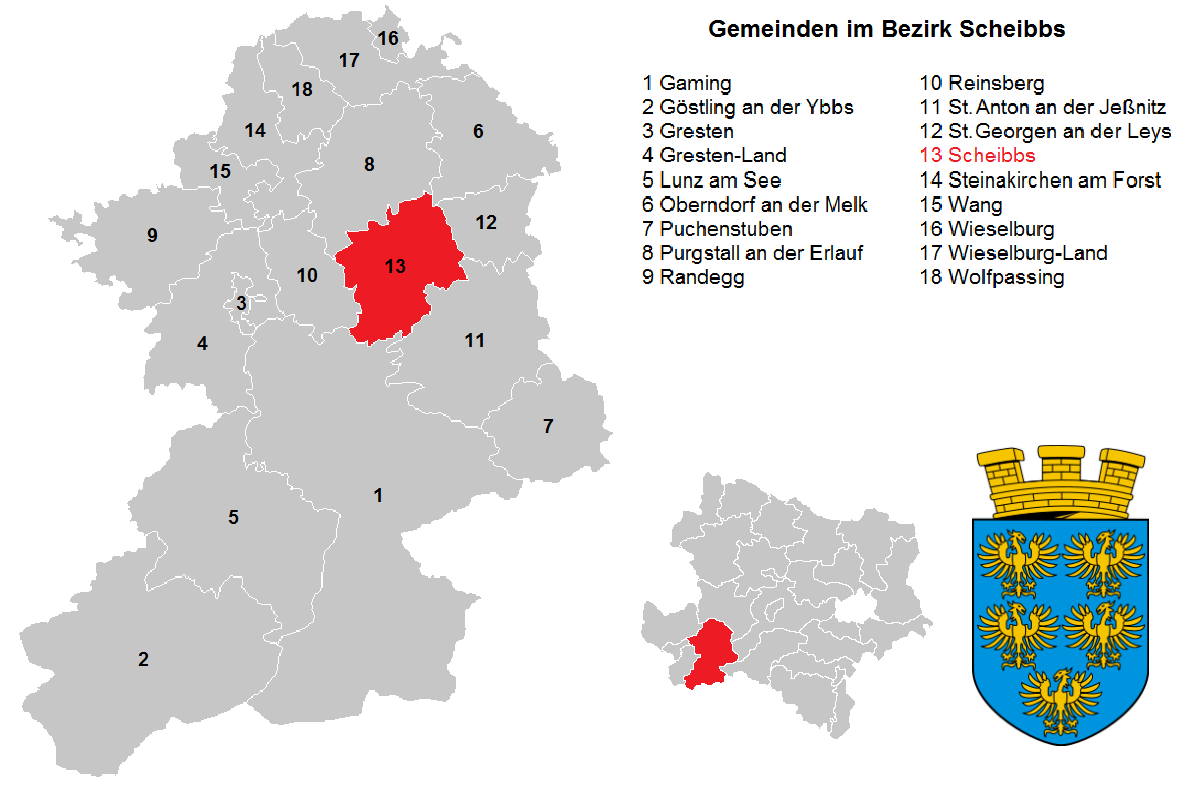
Obce v okrese Scheibbs

| P.č. | Jméno                    | Typ obce | Obyvatel | Rozloha km² |
| ---- | ------------------------ | -------- | -------- | ----------- |
| 1    | Gaming                   | městys   | 3155     | 243,87      |
| 2    | Göstling an der Ybbs     | městys   | 2078     | 143,66      |
| 3    | Gresten                  | městys   | 1999     | 3,84        |
| 4    | Gresten-Land             | vesnice  | 1530     | 55,62       |
| 5    | Lunz am See              | městys   | 1792     | 101,66      |
| 6    | Oberndorf an der Melk    | městys   | 2964     | 42,93       |
| 7    | Puchenstuben             | vesnice  | 316      | 41,29       |
| 8    | Purgstall an der Erlauf  | městys   | 5368     | 55,97       |
| 9    | Randegg                  | městys   | 1916     | 51,82       |
| 10   | Reinsberg                | vesnice  | 1015     | 29,44       |
| 11   | St. Anton an der Jeßnitz | vesnice  | 1227     | 69,7        |
| 12   | St. Georgen an der Leys  | vesnice  | 1324     | 23,83       |
| 13   | Scheibbs                 | město    | 4225     | 45,96       |
| 14   | Steinakirchen am Forst   | městys   | 2269     | 34,92       |
| 15   | Wang                     | městys   | 1297     | 19,57       |
| 16   | Wieselburg               | město    | 3832     | 5,42        |
| 17   | Wieselburg-Land          | vesnice  | 3259     | 33,88       |
| 18   | Wolfpassing              | vesnice  | 1492     | 20,29       |